# Тиам, Нафиссату
Нафиссату (Нафи) Тиам (фр. Nafissatou "Nafi" Thiam; род. 19 августа 1994, Брюссель) — бельгийская легкоатлетка, которая специализируется в многоборье, трёхкратная олимпийская чемпионка (2016, 2020, 2024), двукратная чемпионка мира (2017 и 2022), трёхкратная чемпионка Европы (2018, 2022 и 2024), двукратная чемпионка Европы в помещении в пятиборье. Первая в истории Бельгии чемпионка мира по лёгкой атлетике. Спортсменка года в Бельгии (2014, 2016, 2017, 2022), лучшая легкоатлетка года в мире (2017). Первая в истории Бельгии двукратная и трёхкратная олимпийская чемпионка. Единственная в истории легкоатлетического многоборья среди женщин и мужчин, кто трижды побеждал на Олимпийских играх. Великий офицер ордена Леопольда I (2023). Почётный гражданин Льежа (2013).

## Биография
Её мать — бельгийка, а отец — выходец из Сенегала. Родители Нафиссату разошлись когда она была ребёнком и её воспитывала мать. Тиам совмещает занятия спортом с изучением географии в Льежском университете.
Нафиссату начала заниматься лёгкой атлетикой в возрасте семи лет в льежском клубе RFC Liégeois. С начала спортивной карьеры и до 2022 её тренером был бывший семи- и десятиборец Роже Леспаньяр. С 2022 до сих пор её тренер — Михаэль Ван дер Платсен (нидерл. Michael Van der Plaetsen).

## Достижения

### 2010-е годы
В 2011 году Тиам завоевала бронзовую медаль в прыжках в длину на чемпионате Бельгии по лёгкой атлетике в помещении. В том же году, она заняла 4-е место в семиборье на чемпионате мира среди спортсменов не старше 18 лет.
На чемпионате мира среди юниоров 2012 года заняла 14-е место в семиборье. На бельгийском чемпионате по лёгкой атлетике завоевала серебряную медаль в метании копья, а на мемориале Ван Дамме она стала одиннадцатой в прыжках в высоту. За эти результаты Нафиссату Тиам была удостоена приза Gouden spike (Золотые шиповки), как наиболее многообещающая спортсменка года.
На соревнованиях Indoor Flanders Meeting 2013 года установила мировой рекорд среди юниоров в пятиборье — 4558 очков. Предыдущий рекорд, принадлежавший Каролине Клюфт продержался более десяти лет. Тиам пробежала 60 метров с барьерами за 8,65 с, прыгнула в высоту на 1,84 м, толкнула ядро на 14 метров, прыгнула в длину на 6,30 м и пробежала 800 метров за 2 минуты и 21,16 секунды. 19 марта 2013 IAAF заявила, что результат Тиам не может быть официально зарегистрирован, так как по окончании соревнований отсутствовал допинг-контролёр. Несмотря на то, что допинг-контроль был произведён на следующий день после соревнований и его результаты были негативны IAAF решила не отходить от правил и не зарегистрировала рекорд Тиам.

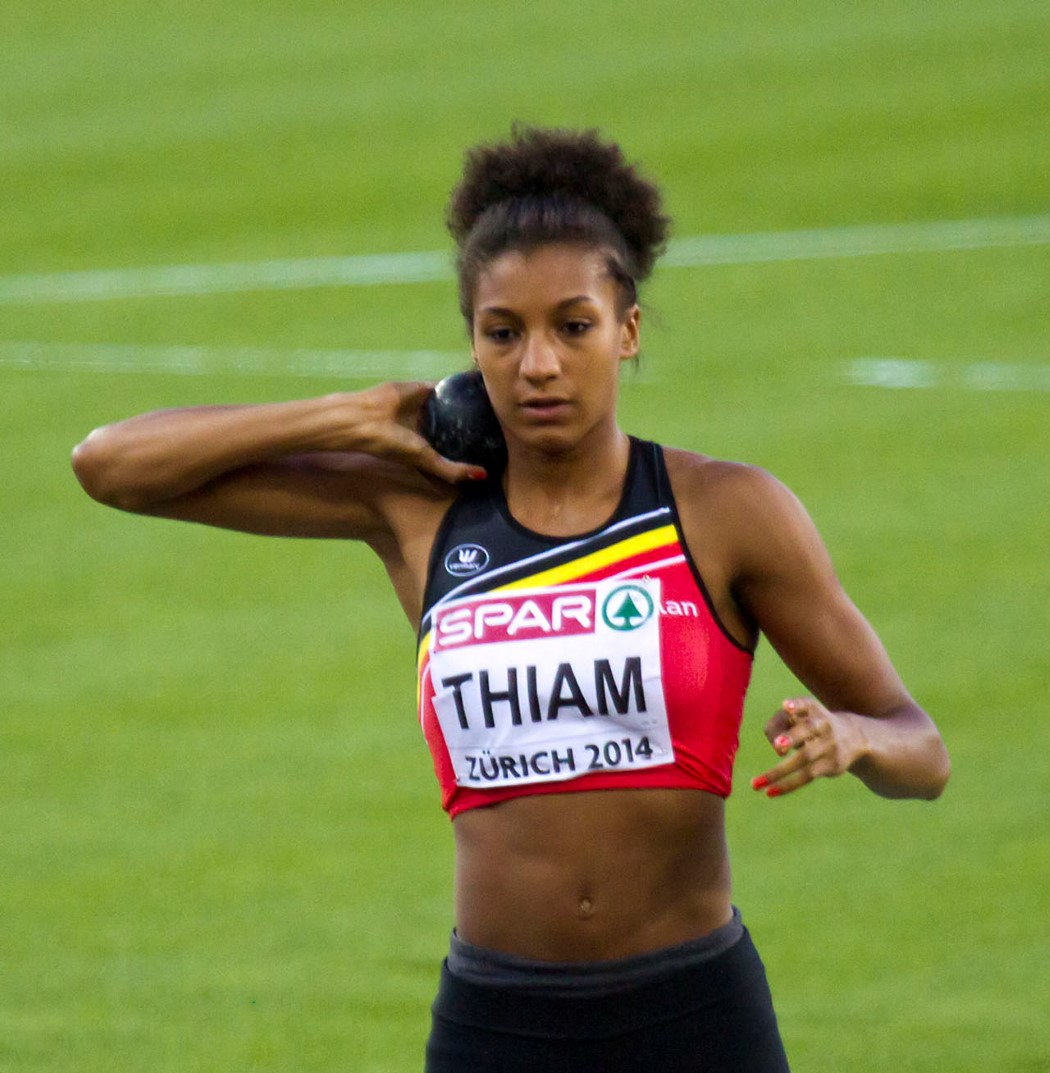
2014 год

В марте того же года Тиам впервые вошла в бельгийскую сборную на чемпионате Европы по лёгкой атлетике в помещении в Гётеборге, где она стала шестой в пятиборье. В августе она приняла участие в чемпионате мира в Москве, где она стала 14-й в семиборье. В том же году она стала чемпионкой Европы среди юниоров до 20 лет.
2014 стал для Тиам годом первых медалей на международных соревнованиях. На чемпионате Европы по лёгкой атлетике 2014 она завоевала бронзовую медаль в семиборье. В 2015 — в той же дисциплине серебряную на чемпионате Европы по лёгкой атлетике в помещении в Праге; на чемпионате мира в Пекине она стала одиннадцатой. В прыжках в высоту Тиам завоевала серебряную медаль на соревнованиях для спортсменов не старше 23 лет в Таллинне.
На Олимпийских играх 2016 года улучшила личные рекорды в пяти из семи дисциплин и завоевала золотую медаль. При этом в прыжках в высоту Тиам и британка Катарина Джонсон-Томпсон показали результат 198 см, что на 1 см выше, чем у победительницы и призёров в соревнованиях по прыжкам в высоту. 21-летняя Тиам стала самой молодой в истории олимпийской чемпионкой в семиборье, а также единственной бельгийкой, выигравшей золото на Играх 2016 года (у мужчин золото выиграл велогонщик Грег Ван Авермат). Тиам планировала выступить и в чистых прыжках в высоту, но затем решила ограничиться семиборьем. Тиам была выбрана в качестве знаменосца сборной Бельгии на церемонии закрытия Игр.
28 мая 2017 года выиграла соревнования в Австрии и установила рекорд Бельгии — 7013 очков. Это третий результат в истории семиборья, больше набирали только Джеки Джойнер-Керси (7291 очко в 1988 году) и Каролина Клюфт (7032 очка в 2007 году). Там же Тиам установила национальный рекорд Бельгии в метании копья (59,32 м).
На чемпионате мира 2017 года в Лондоне завоевала первую в истории Бельгии золотую медаль на чемпионате мира по лёгкой атлетике.

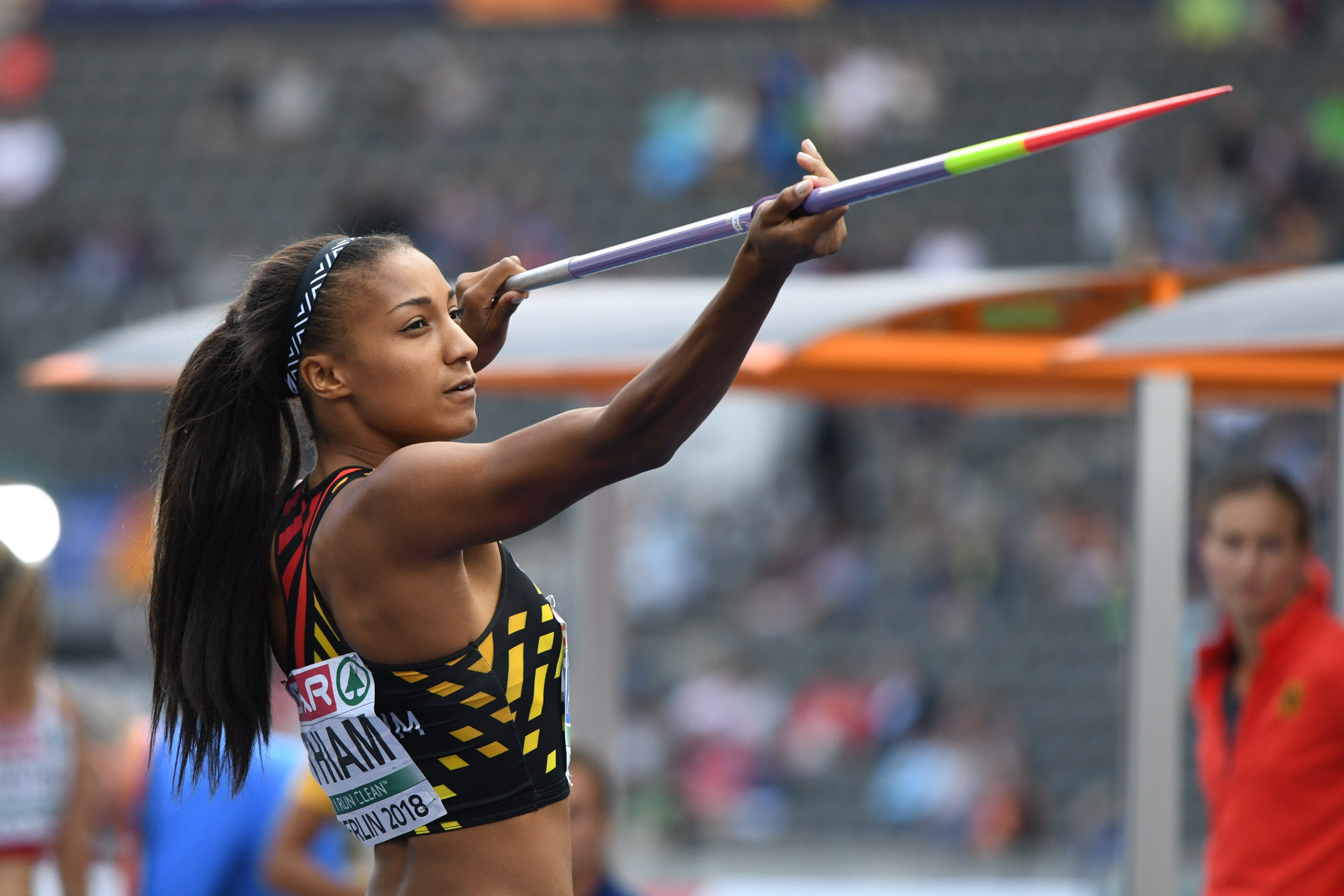
2018 год

На предолимпийском чемпионате мира, который состоялся в 2019 году в Катаре, Нафиссату в семиборье завоевала серебряную медаль с результатом 6677 очков, значительно уступив британке Катарине Джонсон-Томпсон (6981 очко). В августе 2019 года Тиам установила национальный рекорд в прыжках в длину (6,86 м).

### 2020-е годы
На чемпионате Европы в помещении в польском Торуне в марте 2021 года завоевала золотую медаль чемпионата континента в пятиборье и стала двукратным чемпионом Европы в помещениях. Результат 4904 очка стал рекордом Бельгии и седьмым результатом в истории пятиборья.
Олимпийские игры в Токио Тиам выиграла с результатом 6791 очко, Анук Веттер установила рекорд Нидерландов, но отстала на 101 очко. Тиам показала лучшие результаты в прыжке в высоту (192 см), прыжке в длину и метании копья.
В 2022 году в США Тиам вновь стала чемпионкой мира с результатом 6947 очков, Анук Веттер отстала на 80 очков. Перед последним видом — бегом на 800 метров — Веттер лидировала, но Тиам установила личный рекорд на этой дистанции (2:13,00) и отыграла у Веттер 99 очков. На 100-метровке с барьерами Тиам установила личный рекорд (13,21), а прыжки в высоту выиграла с результатом 195 см (повторение рекорда чемпионатов мира среди семиборок).
| Дисциплина                    | Результаты на ОИ 2016 | Результаты на ОИ 2016 | Результаты на ОИ 2016 | Результаты на ЧМ 2022 | Результаты на ЧМ 2022 | Результаты на ЧМ 2022 |
|                               | Результат             | Место                 | Очки                  | Результат             | Место                 | Очки                  |
| ----------------------------- | --------------------- | --------------------- | --------------------- | --------------------- | --------------------- | --------------------- |
| Бег на 100 метров с барьерами | 13,56 с               | 12                    | 1041                  | 13,21 с               | 5                     | 1093                  |
| Прыжок в высоту               | 1,98 м                | 2                     | 1211                  | 1,95 м                | 1                     | 1171                  |
| Толкание ядра                 | 14,91 м               | 1                     | 872                   | 15,03 м               | 2                     | 863                   |
| Бег на 200 метров             | 25,10 с               | 23                    | 878                   | 24,39 с               | 9                     | 944                   |
| Прыжок в длину                | 6,58 м                | 1                     | 1033                  | 6,59 м                | 1                     | 1036                  |
| Метание копья                 | 53,13 м               | 3                     | 921                   | 53,01 м               | 3                     | 919                   |
| Бег на 800 метров             | 2:16,54 с             | 7                     | 871                   | 2:13,00 с             | 5                     | 921                   |
| Общий зачёт                   |                       | 1                     | 6810                  |                       | 1                     | 6947                  |

3 марта 2023 года на чемпионате Европы в помещении в Стамбуле Тиам установила мировой рекорд в пятиборье — 5055 очков, побив достижение Натальи Добрынской 2012 года (5013 очков). Занявшая второе место Адрианна Сулек также превысила мировой рекорд Добрынской (5014 очков).
В июне 2024 года на чемпионате Европы в Риме, Тиам завоевала свой третий титул на европейских первенствах, победив с рекордом чемпионатов — 6848. 

## Чемпионские титулы

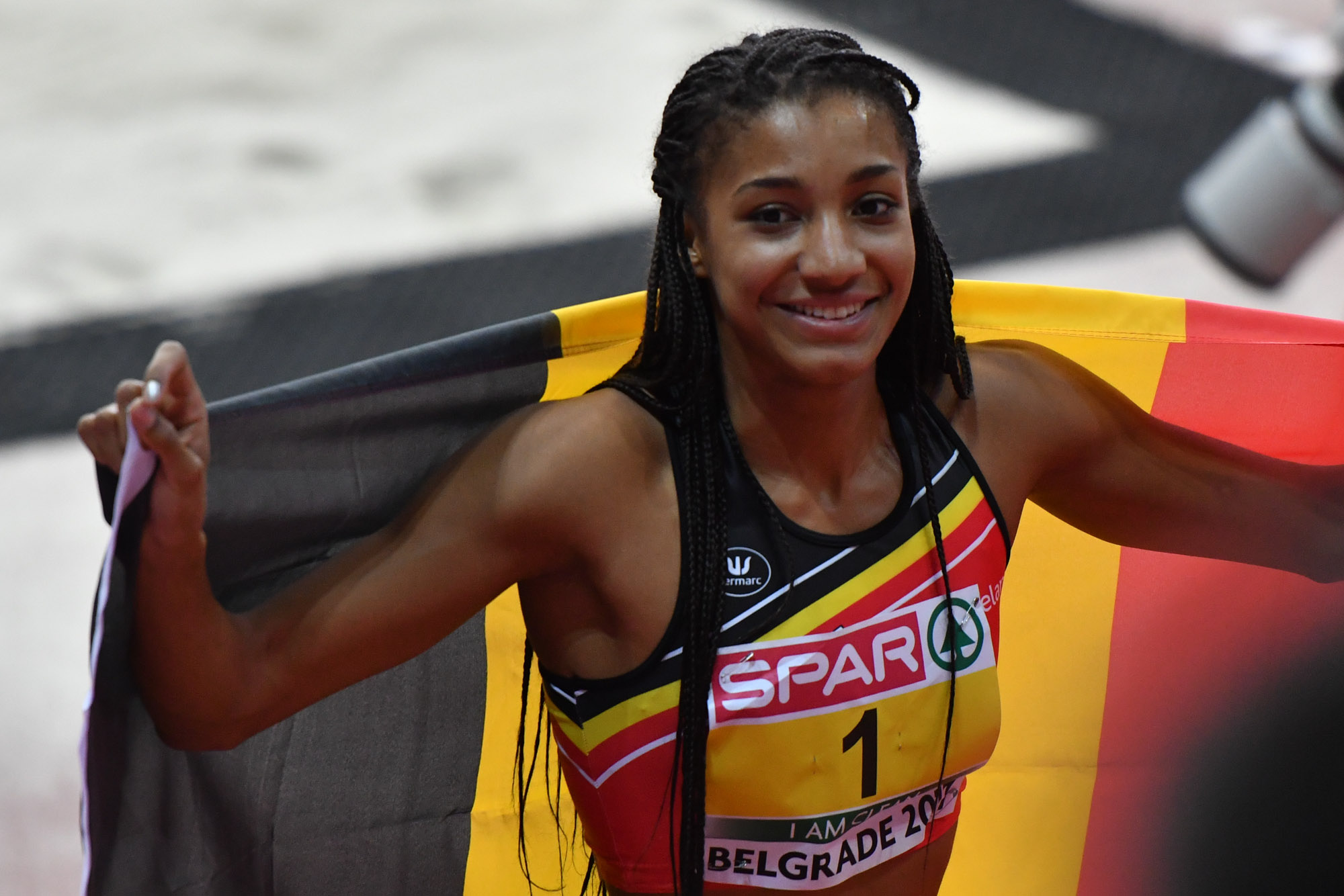
Тиам после победы в пятиборье на чемпионате Европы в помещении 2017 года в Белграде

- 2024 — Олимпийская чемпионка (семиборье).
- 2024 — Чемпионка Европы (семиборье).
- 2022 — Чемпионка Европы (семиборье).
- 2022 — Чемпионка мира (семиборье).
- 2020 — Олимпийская чемпионка (семиборье).
- 2018 — Чемпионка Европы (семиборье).
- 2017 — Чемпионка мира (семиборье).
- 2017 — Чемпионка Европы в помещении (пятиборье).
- 2016 — Олимпийская чемпионка (семиборье).
- 2016 — Чемпионка Бельгии (прыжок в длину, в помещении).
- 2016 — Чемпионка Бельгии (пятиборье, в помещении).
- 2015 — Чемпионка Бельгии (прыжок в длину).
- 2015 — Чемпионка Бельгии (прыжок в высоту, в помещении).
- 2013 — Чемпионка мира среди юниоров (семиборье).